# Charlotte von Rothschild
Charlotte von Rothschild (Frankfurt, 13. lipnja 1819. – London, 13. ožujka 1884.), njemačka Židovka i engleska plemkinja iz napuljskog ogranka bogate bankarske obitelji Rothschild. Bila je jedina kći i prvorođeno od petero djece u obitelji baruna Carla Mayera Rothschilda (1788. – 1855.) i Adelheide Herz (1800. – 1853.). Odrastala je dijelom u Napulju, a dijelom u Frankfurtu.
Nekoliko dana uoči njenog vjenčanja s rođakom Lionelom de Rothschildom (1808. – 1879.), 15. lipnja 1836. godine, umro joj je svekar Nathan Mayer Rothschild (1777. – 1836.), zbog čega je njen suprug morao preuzeti obiteljski bankarski posao u Londonu. Sa surpugom je imala petero djece:
- Leonora (1837. – 1911.)
- Evelina (1839. – 1866.)
- Nathan Mayer (1840. – 1915.)
- Alfred Charles (1842. – 1918.)
- Leopold (1845. – 1917.)